# Gouvernement Tsjerepovets
Het gouvernement Tsjerepovetsj (Russisch: Череповецкая губерния, Tsjerepovetskaja goebernija) was een gouvernement (goebernija) binnen de Russische Socialistische Federatieve Sovjetrepubliek. Het gouvernement bestond van 1918 tot 1927. Het gouvernement was gelegen in het noorden van Europees Rusland. Het gebied is nu opgedeeld tussen de oblast Vologda, de oblast Novgorod en de oblast Leningrad. De hoofdstad was Tsjerepovets.

## Geschiedenis
Het gouvernement ontstond op 6 juli 1918 uit het volkscommissariaat voor interne zaken. Het gebied van het gouvernement ontstond uit vijf oejazden van het gouvernement Novgorod
Tussen 1918 en 1921 werden delen van de oejazd Poshekhon van het gouvernement Jaroslavl overgedragen aan de oejazd Cherepovets. Delen van de ojejazd Kadnikov werden overgedragen naar de Kadnikov van het gouvernement Vologda en de oejazd Kargopol van het gouvernement Olonets. Delen van de oejazden Borovich en Malo-Visher werden overgedragen aan het gouvernement Novgorod.
In 1924 werd door een hervorming van de lage administratieve eenheden in het gouvernement, waardoor volosten afgeschaft en vervangen door celsovjets.
Op 1 augustus 1927 werd het gouvernement Tsjeropovetsj afgeschaft en het gebied van het gouvernement onderdeel van het okroeg Tsjeropovetsj van de oblast Leningrad. Delen van het gebied werden in 1937 onderdeel van de oblast Vologda.